# M-II

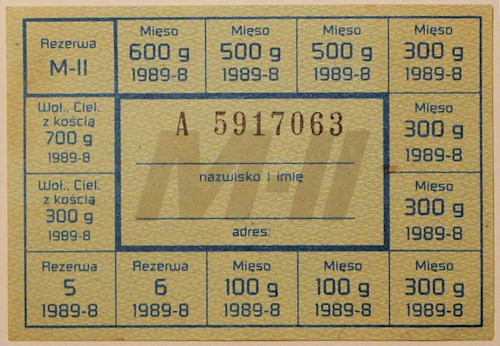
Kartka M-II

M-II – rodzaj kartek w PRL, które były wydawane osobom pracującym fizycznie, tj. robotnikom, przez co były popularnie nazywane robotniczymi. Przydział na te kartki wynosił w latach 1983–1989: 1000 gramów wołowiny z kością i 3000 gramów mięsa i jego wyrobów. Przez pewien czas kartki te obejmowały: 500 gramów masła. Na kartki M-II można było kupić więcej niż na tzw. inteligenckie kartki – M-I.